# افرادی که همدیگر را دوست دارند
افرادی که همدیگر را دوست دارند (به انگلیسی: Les Gens qui s'aiment) فیلمی محصول سال ۱۹۹۹ و به کارگردانی ژان چارلز تاچلا است. در این فیلم بازیگرانی همچون ریشار بری، جکلین بیسیت، ژولی گایت و برونو پوتزولو ایفای نقش کرده‌اند.